# آدم ألان
آدم ألان (بالإنجليزية: Adam Allan)‏ (12 سبتمبر 1904 في المملكة المتحدة - ) هو لاعب كرة قدم بريطاني في مركز الدفاع. لعب مع كوين أوف ساوث ونادي ريدنغ ونادي سندرلاند ونادي فالكيرك.